# Пуэрта-дель-Соль
Площадь Пуэрта-дель-Соль — центральная площадь испанской столицы, одна из самых известных достопримечательностей Мадрида. В древности на этом месте располагался один из входов в стене, окружавшей Мадрид. Средневековые города имели обычно одну центральную площадь, но вдоль городских стен оставляли некоторое свободное пространство для оборонительного манёвра. На подобном пространстве вблизи «Ворот Солнца» со временем и образовалась площадь, напоминающая обычную широкую улицу.

## Название
Название площади в Мадриде связано с тем, что когда-то между улицами Алькала и Каррера-де-Сан-Херонимо были «Солнечные ворота». Ворота были построены во времена правления короля Карлоса I по его повелению. Историки не пришли к единому мнению о происхождении названия собственно ворот (которые дали имя всей площади). Одни считают, что своим именем ворота обязаны тому, что через них можно было наблюдать восход солнца (так как это был восточный въезд в город), другие склоняются к тому, что причиной явилось солнце, изображенное на воротах.

## История
«Ворота Солнца» были снесены в 1521 году, чтобы сделать шире и удобнее выход из города. Площадь увеличилась. Её украсили здание церкви Благовещения, построенной в благодарность Богу за избавление от эпидемии чумы, монастырь Сан-Фелипе-эль-Реаль и роскошный публичный дом. Но вскоре специальным декретом Карлоса I увеселительное заведение было перенесено на соседнюю улицу Кармен. В XVII веке над прозрачным источником у церкви Благовещения была установлена бронзовая чаша фонтана, в которую из раскрытых ртов бронзовых масок падали струи воды. Ансамбль венчала мраморная статуя Венеры, переименованной мадридцами в «Марибланка» — «Белую Марию». Вскоре вокруг фонтана и у стен монастыря обосновался рынок.

## Внешний вид и достопримечательности

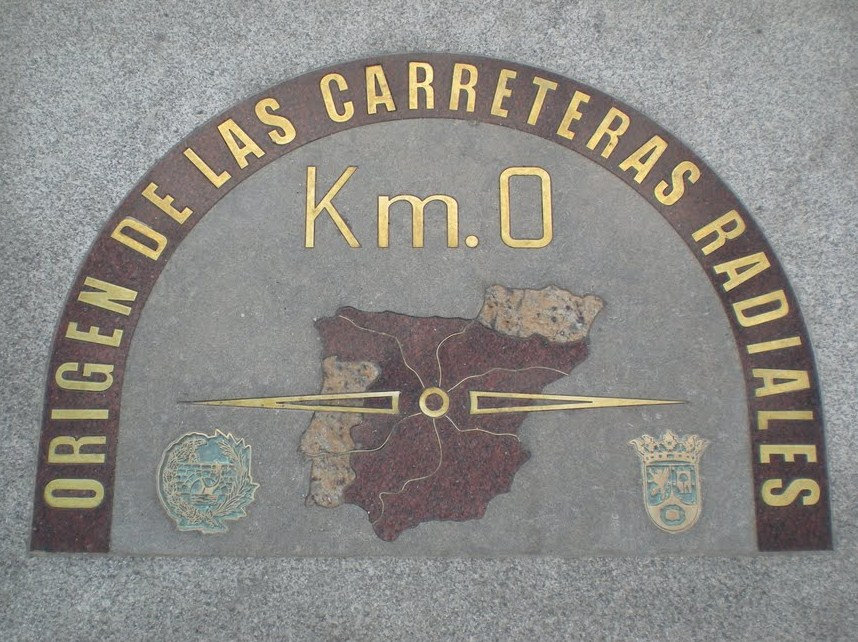
Плита с нулевой точкой

Пуэрта-дель-Соль — овальная красивая площадь, окруженная зданиями XVIII века, — перекресток восьми улиц. Ансамбль площади, имеющей форму полумесяца, сложился к концу XIX века, во времена Изабеллы II. Бронзовая пластина, вмонтированная в тротуар на площади, служит нулевой точкой для отсчёта дорожных расстояний в Испании (Мадрид является географическим центром страны, а площадь — центральной точкой города).
Единственным сохранившимся с XVIII века зданием является Дом почты, построенный в 1761 году. Бой часов, установленных на башне этого здания, 31 декабря ежегодно оповещает испанцев о начале Нового года. С этими часами связана известная испанская новогодняя традиция — двенадцать виноградин. В настоящее время в здании располагается правительство автономной области Мадрид. На фасаде здания установлены две мемориальные доски, напоминающие о народном восстании 2 мая 1808 года и о жертвах крупнейшего в истории Испании теракта — взрыва мадридских электричек 11 марта 2004 года.

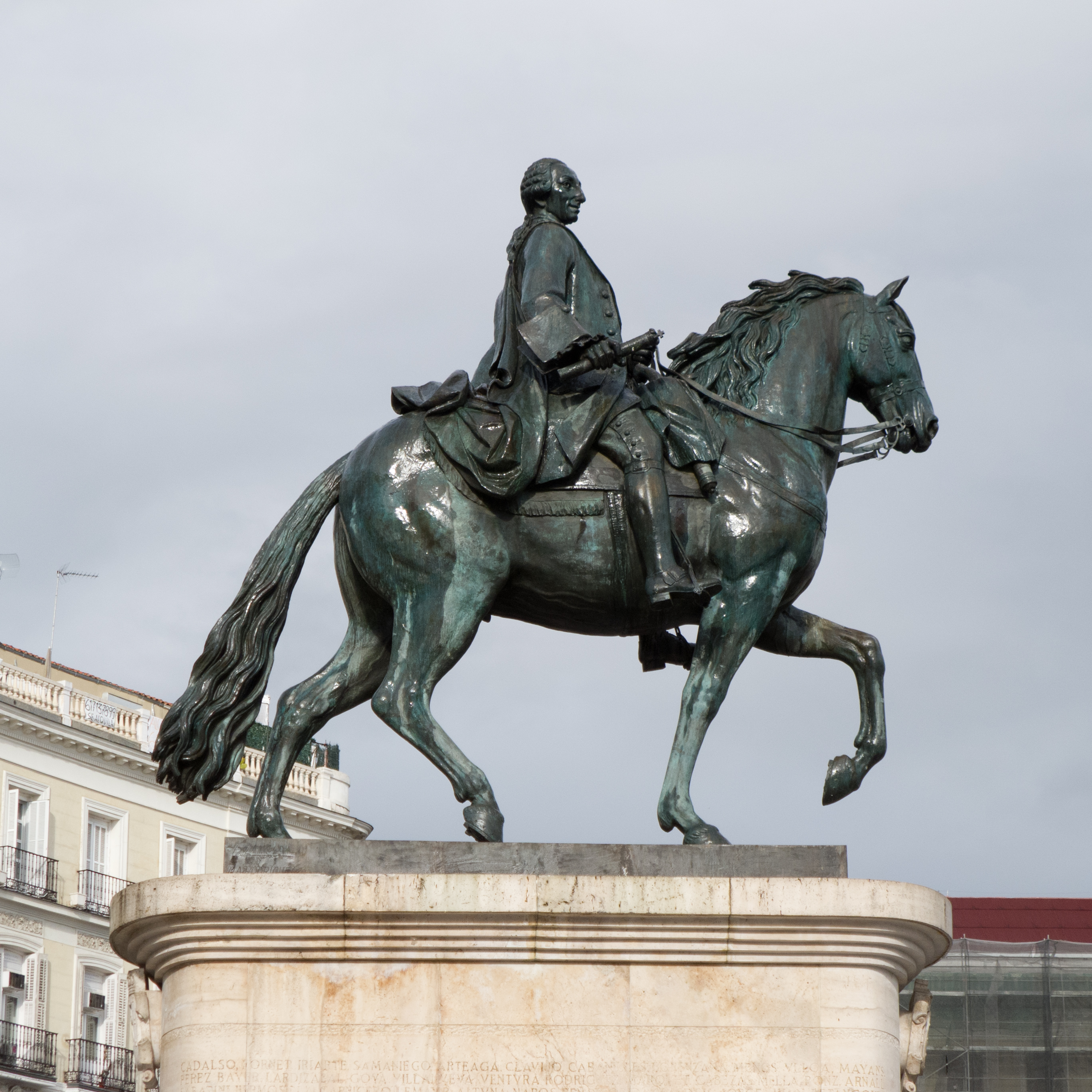
Статуя Карла III

В центре площади стоит конная статуя Карла III, а на углу с улицей Кармен — бронзовый символ Мадрида, скульптура «Медведь и земляничное дерево». Объяснить происхождение этого символа сложно; он появился ещё в XI веке и до сих пор украшает герб города. Здесь же расположено здание Академии художеств.
На площади появился первый в городе газовый фонарь, отсюда начинался маршрут первой конки, здесь же впервые было проведено электрическое освещение, а затем проехали трамваи. Позднее по этой площади проехал первый в столице автомобиль, за рулем которого восседал знаменитый в то время тореро, а в 1919 году под площадью прошла первая линия метро.

## Фотогалерея

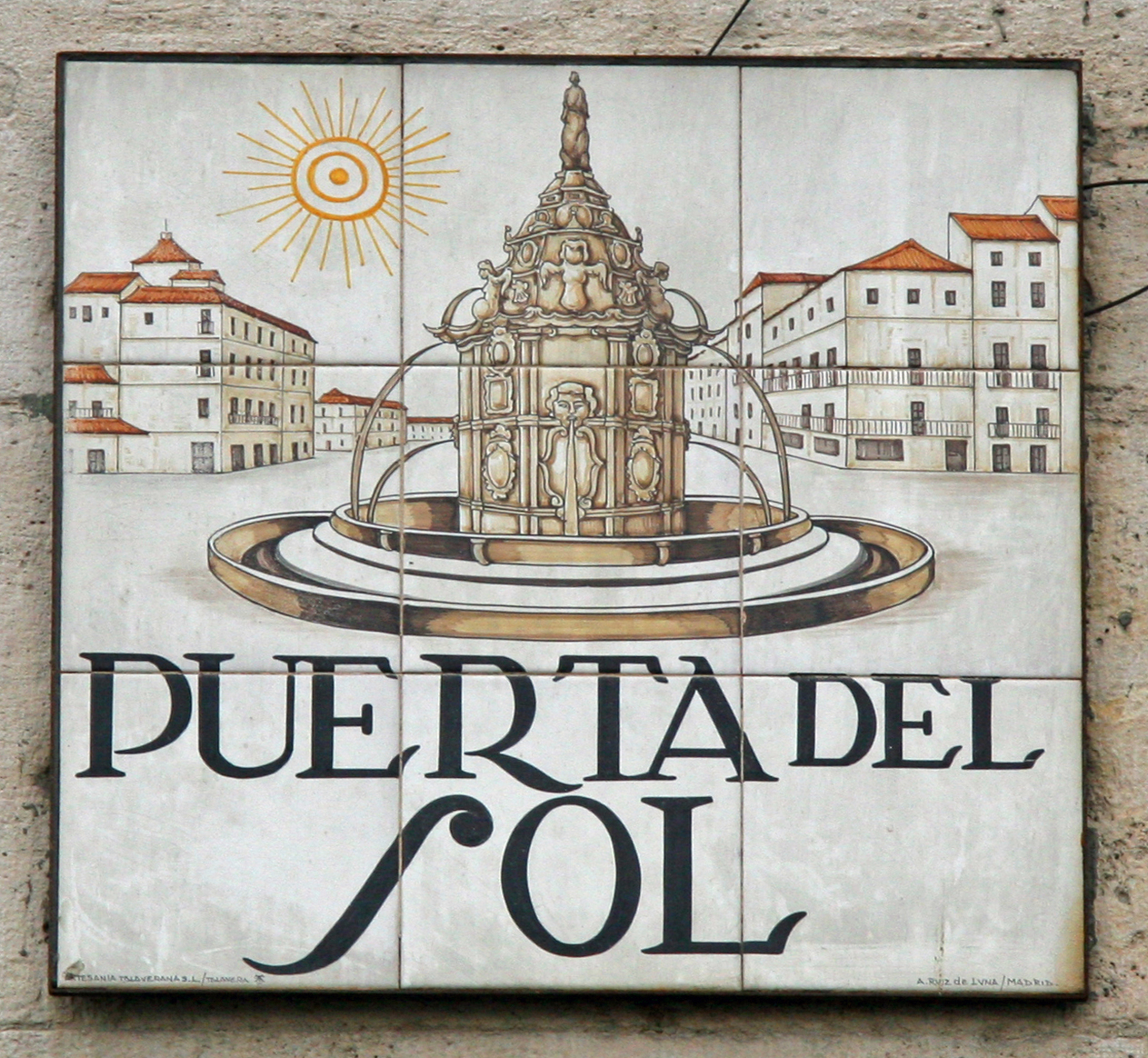
Название улицы на керамических плитках
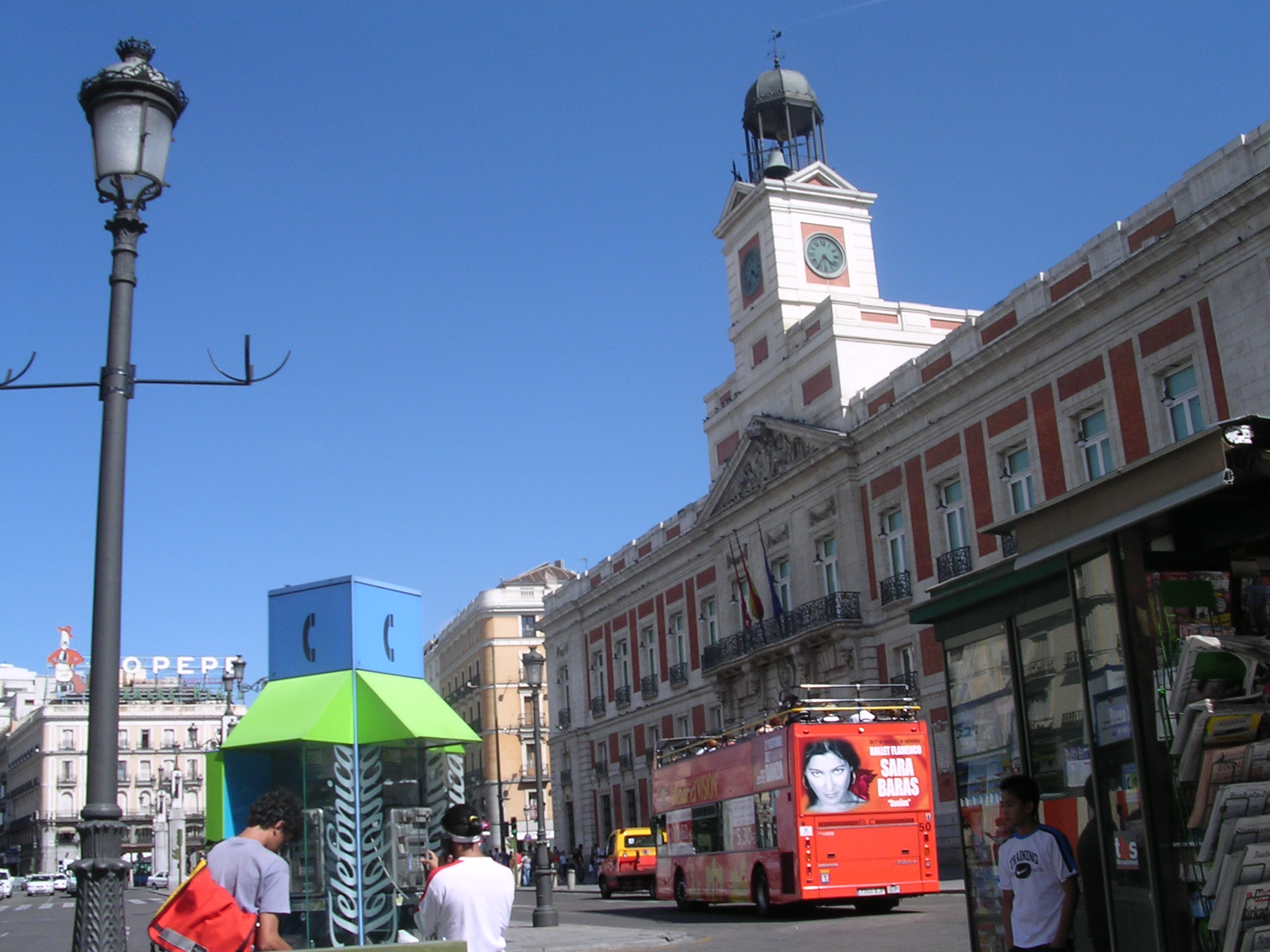
Дом почты
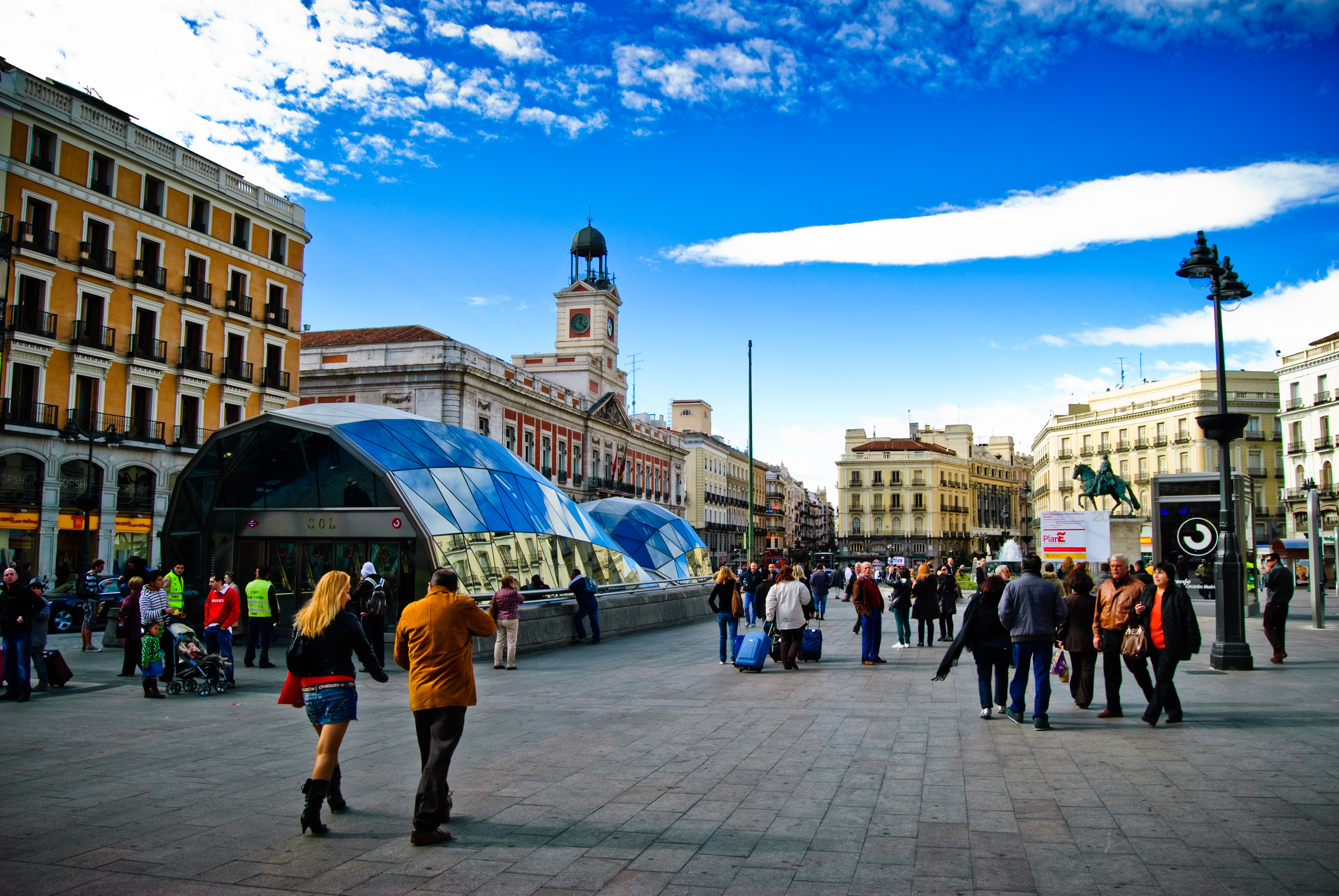
Вход в метро
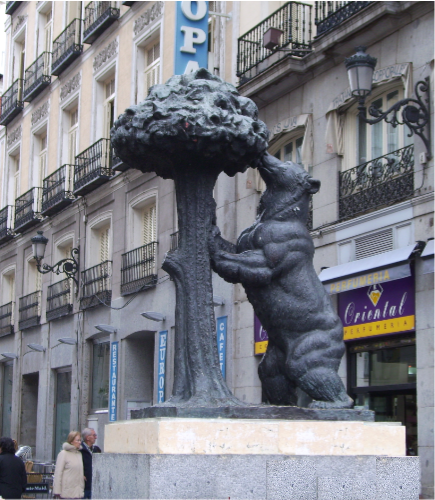
Медведь и земляничное дерево
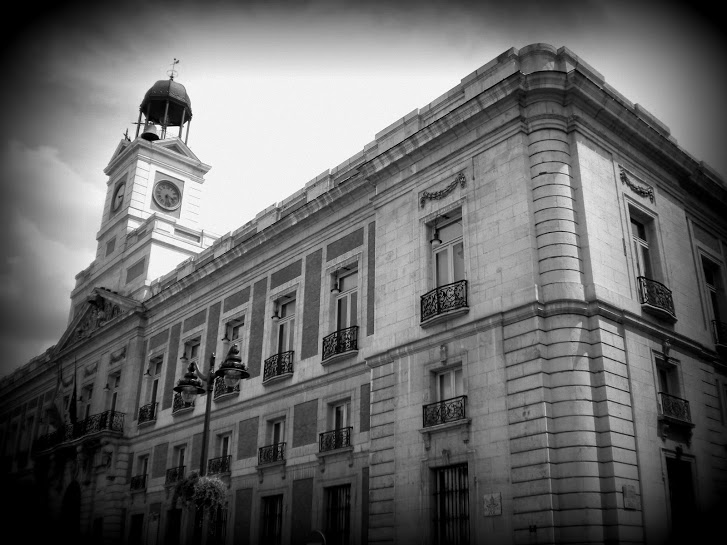
Пуэрта-дель-Соль
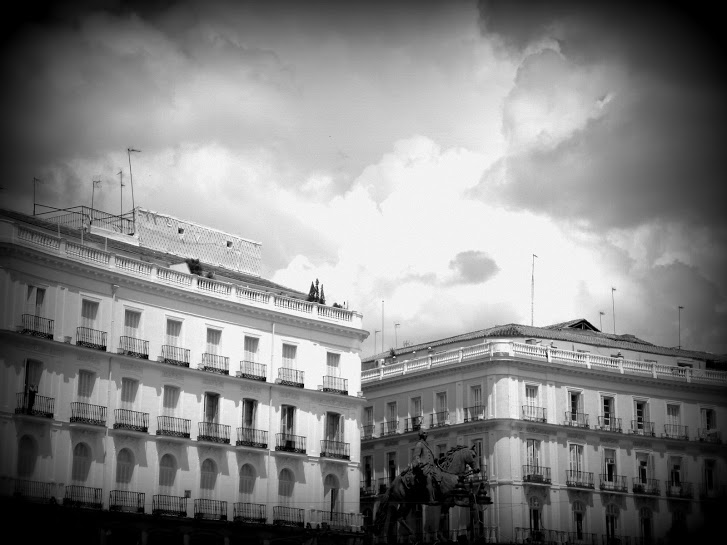
Пуэрта-дель-Соль